# ロタリンギア

ロタリンギア王国
Regnum Lotharii

855年のプリュム条約後のロタリンギア王国（      紫の部分）とその他のフランク諸王国

ロタリンギア（Lotharingia）は、西ヨーロッパに短期間存在した王国である。ロタール2世が父ロタール1世（中フランク国王・神聖ローマ皇帝）から継承した領土の集合。名前はラテン語のLotharii Regnum（ロタールの領土）に由来する。

## 歴史的経緯
本領域は、843年のヴェルダン条約によって分割されたカロリング朝の諸王国のうち、北部に位置する。ロタール2世の死後、その遺領は870年のメルセン条約によって、東フランク王国と西フランク王国の間でさらに分割された。

## 領域の構成
厳密には、「ロタリンギア人」という統一された民族集団は存在しなかった。ロタリンギアと総称される地域には、現在以下の国々や地方が含まれる。
- ネーデルラント（オランダ、ベルギー、ルクセンブルク）
- ドイツ - ノルトライン＝ヴェストファーレン州、ラインラント＝プファルツ州、ザールラント州
- フランス - アルザス地方、ロレーヌ地方

「ロタリンギア」の名称は、ロレーヌ（フランス語：Lorraine）、ロートリンゲン（ドイツ語：Lothringen）の語源となった。

## その後の変遷
ロタール2世の死後、ロタリンギアは独自の王を持つことはなかった。ドイツ王ハインリヒ1世（捕鳥王）は、分割された諸国をドイツ王の支配下にある公領として統治した。その子であり後継者であるオットー大帝は、弟であるケルン大司教ブルーノにその支配権を委ねた。959年、ブルーノは公領を上ロタリンギアと下ロタリンギアに永続的に二分した。
上ロタリンギアはロレーヌ（ロートリンゲン）公国となり、1766年まで存続した。ロレーヌは、1000年もの間、フランスとドイツの間の係争地となった。
下ロタリンギア（現在のベルギー、オランダ、ドイツのライン川西岸、フランス北部・スヘルデ川の東）の公は、1190年に完全に権威を失墜した。11世紀から12世紀にかけて、下ロタリンギア公国は複数の公国（ブラバント、リンブルフ、ゲルデルン）、司教領、伯領、帝国直轄地へと分裂した。ブラバント公は、下ロタリンギア公（またはロチエ公、duc de Lothier）の儀礼称号を伝統的に保持した。

## ロタリンギアの王
- ロタール2世（855年 - 869年）
- シャルル禿頭王（869年 - 877年）
- ルイ吃音王（877年 - 879年）
- ルートヴィヒ若年王（879年 - 882年）
- カール肥満王（882年 - 887年）
- アルヌルフ（887年 - 895年）
- ツヴェンティボルト（895年 - 900年)
- ルートヴィヒ幼童王（900年 - 911年）
- シャルル単純王（911年 - 922年）

922年にロタリンギアは東フランク王国へ包含された。